# 二郎场之戰
二郎场之戰是清咸豐年間四川李永和、蓝朝鼎反清運動中，順天軍张第才部在合州（今重庆市合川区）二郎场伏擊湘軍黃淳熙部的著名戰鬥，發生於咸豐十一年（1861年）五月。

## 背景
咸豐九年（1859年），李永和、蓝朝鼎舉兵起事，部隊稱順天軍。清廷任命湖南巡撫駱秉章改督辦四川軍務，鎮壓起事軍隊。咸豐十一年（1841年）四、五月間，駱秉章率湘军五千余人逆長江而上，進抵萬縣。此时，李永和部将张第才、何国梁等正率軍三万余人围攻顺庆府（今南充市），骆秉章令果毅营统领黄淳熙率其部屬三千余人赴援。順天軍聞訊轉攻重庆府定远县（今武胜县）。五月十一（6月18日），黄淳熙趕到距離定远城數里的姚家庄，分三路向順天軍發動突襲，獲得大勝，何国梁陣亡，余部退往地勢險要的二郎场一带，與順天軍其他部隊数千人会合，並埋伏於此。

## 戰鬥
二日後，黄淳熙為完成清剿，率軍窮追不捨，被誘至二郎场，令分兵三路搜索。此時伏兵四起，果毅营彼此無法照應，又寡不敵眾，幾乎全軍覆沒。黄淳熙策馬突圍，馬匹陷入泥沼，受傷被俘，被肢解焚燒。湘軍大震。

## 影響
黄淳熙之事上聞，清廷撫恤，追贈布政使銜，諡忠壯。駱秉章則更加謹慎，步步為營，最終剿滅順天軍。